# Eberhard Kergel
Eberhard Kergel (* 1. April 1903 in Marienwerder) war ein deutscher SA-Führer, zuletzt im Rang eines SA-Brigadeführers.
Vom 1. Februar 1934 bis 28. Februar 1936 fungierte Kergel, ein Reichswehroberleutnant a. D., als Führer der SA-Brigade 61 mit Dienstsitz in Uelzen. In dieser Stellung wurde er am 9. November 1935 zum SA-Brigadeführer befördert.
1936 wurde Kergel auf Reichswahlvorschlag (Listenplatz 439) als Abgeordneter für den nationalsozialistischen Reichstag nominiert, aber nicht gewählt.
Nach Ende des Zweiten Weltkrieges lebte Kergel in Diepholz.